# Drie bomen, zes lenzen
Drie bomen, zes lenzen (The lens trees, Lensbomen) is een kunstwerk in Amsterdam-Centrum.
De bomen met daarin lenzen is een creatie van Thom Puckey; het was zijn eerste opdracht van de gemeente Amsterdam. Het zeven meter hoge beeld bestaat uit bronzen takken die zes lenzen in stalen frames met een diameter van 120 cm als vrucht dragen. De kunstenaar liet zich inspireren door de onderzoeken die plaatsvinden in de vele gebouwen van de Universiteit van Amsterdam die hier in de buurt staan. Het gevaarte staat op een binnenplein van de Binnengasthuisstraat, ook al een verwijzing naar het voormalige en deels afgebroken universiteitsziekenhuis Binnengasthuis. De lenzen weerspiegelen (indien niet aangeslagen) de kijker in een omgekeerd vergrootglas, zodat hij zichzelf kan onderzoeken. 
Tevens kan de kijker ook de omgeving verkennen, maar dan ook ondersteboven. De kunstenaar liet zich daarbij inspireren door werken van Johannes Vermeer, waarvan hij liefhebber is. Vermeer zou daarbij op zijn beurt gebruik gemaakt hebben van de camera-obscuratechniek (vermoedelijk niet het object, maar wel de uitwerking daarvan), hetgeen Puckey terugbracht in de lenzen. Een andere inspiratiebron was Les trois danseuses van Pablo Picasso.
Puckey werkte ten tijde van het ontstaan van het beeld (ca. 1989) aan de Rijksakademie van beeldende kunsten in Amsterdam.